# Inkarri
O mito Inkarri (ou Inkari ) é uma das lendas mais famosas do Inca . Segundo a lenda, quando os conquistadores espanhóis executaram o último governante do povo inca, Atahualpa, ele jurou que voltaria um dia para vingar sua morte. Os espanhóis teriam enterrado partes de seu corpo em vários lugares do reino: sua cabeça repousa sob o Palácio Presidencial em Lima, enquanto seus braços estariam sob o Waqaypata (Praça das lágrimas) em Cuzco e sua pernas em Ayacucho . Enterrado sob a terra, ele crescerá até o dia em que ressuscitará, recuperará seu reino e restaurará a harmonia no relacionamento entre Pachamama (a terra) e seus filhos.
Desde que foi transmitido oralmente por muitas gerações, existem várias versões diferentes do mito Inkarri. O nome Inkarri provavelmente evoluiu do espanhol Incarey (Rei Inca). 
Diz-se que a mítica cidade perdida de Paititi foi fundada por Inkarri.

## Na cultura popular
A lenda de Inkarri é a história de fundo e o título de um romance de Ryan Miller.
Uma análise abrangente em francês foi publicada na web como "Incarri, la prophétie du retour de l'Inca". 
A lenda de Inkarri é abordada como personagem do romance de James Rollins, Excavation .